# استیو اروین
استیون «استیو» رابرت اروین (به انگلیسی: Stephen "Steve" Robert Irwin) (۲۲ فوریه ۱۹۶۲–۴ سپتامبر ۲۰۰۶) یکی از چهره‌های سرشناس استرالیا در زمینه حیات وحش بود که به هنگام تهیه فیلمی از آبزیان با نیش یک سفره‌ماهی زهر آلود کشته شد.
استیو اروین که به شکارچی تمساح شهرت یافته است با تهیه فیلم‌های مستند دربارهٔ حیات وحش استرالیا شهرت ملّی یافت و سپس با برنامه مستند «شکارچی تمساح» در سطح بین‌المللی شناخته شد. وی تا زمان مرگش، همراه با همسرش تری ایروین (به انگلیسی: Terri Irwin) و دو فرزندش بیندی (به انگلیسی: Bindi) و باب (به انگلیسی: Bob) در باغ وحش استرالیا در کوئینزلند، به ارائه برنامه‌های نمایشی با حیوانات مختلف می‌پرداخت. وی به خاطر ماجراجویی در نزدیک شدن به حیوانات خطرناک به ویژه تمساح شهرت یافت.

## زندگی
استیو در سال ۱۹۶۲ در ملبورن به دنیا آمد و در هشت سالگی با خانواده‌اش به ایالت کوئینزلند مهاجرت کرد. پدر و مادر وی از علاقه‌مندان به محیط زیست و حیات وحش بودند و در کوئینزلند باغ‌وحش کوچکی راه اندازی کردند که بعدها به باغ وحش استرالیا شهرت یافت. استیو دوران کودکی و نوجوانی خود را در این محیط گذراند و ضمن کمک به والدین در اداره این محل، با جانوران مختلف آشنا شد. پس از گذراندن دوره دبیرستان، به شمال کوئینزلند جایی که به داشتن تمساح‌های فراوان شهرت دارد رفت و به مردم در دور کردن تمساح‌ها از مناطق مسکونی کمک کرد.
کم‌کم اداره باغ وحش به دست استیو افتاد و وی با جدیت و علاقه در توسعه آن و جذب بازدیدکنندگان بیشتر کوشید. به همین جهت وی به اجرای برنامه‌های تلویزیونی مختلف در مورد حیات وحش پرداخت که به سرعت موجب مشهور شدنش در استرالیا شد. وی در حین اجرای نمایشی در باغ وحش، با تِری آشنا شد و در سال ۱۹۹۲ با وی ازدواج کرد. این دو بعدها دارای دو فرزند دختر و پسر شدند و به صورت گروهی به کار در باغ وحش استرالیا و اجرای نمایشهای زنده و تلویزیونی با حیوانات ادامه دادند. وی در سه فیلم سینمایی شرکت کرد که فیلم شکارچی تمساح (۲۰۰۲) برای وی شهرت و محبوبیت زیادی به همراه آورد.

## مرگ
در دسامبر ۲۰۰۶، استیو برای تهیه یک فیلم مستند (ساخته خودش) به نام مرگبارترین‌های اقیانوس به ناحیه‌ای در شمال کوئینزلند رفت. روز چهارم دسامبر، به دلیل خرابی هوا، کار فیلمبرداری متوقف ماند. استیو تصمیم گرفت برای تهیه صحنه‌هایی برای یک برنامه تلویزیونی که توسط دخترش بیندی اجرا می‌شد در آب‌های کم عمق غواصی کند. در هنگام فیلمبرداری به یک پوماهی نزدیک شد ولی جانور نیشی به سینه استیو زد که باعث ایجاد حفره‌ای در قلب و مرگ وی شد.

## فیلم شناخت
- فیلم سینمایی:
  - دکتر دولیتل ۲ Dr. Dolittle II در سال ۲۰۰۱
  - شکارچی تمساح: درسی اتفاقی Crocodile Hunter: Collision Course در سال ۲۰۰۲
  - خوش‌قدم Happy Feet در سال ۲۰۰۶ با صدای شخصیت Trev
- فیلم‌های مستند:
  - مجموعه شکارچی تمساح
  - مرگبارترین‌های اقیانوس[۳]